# 貨物索道

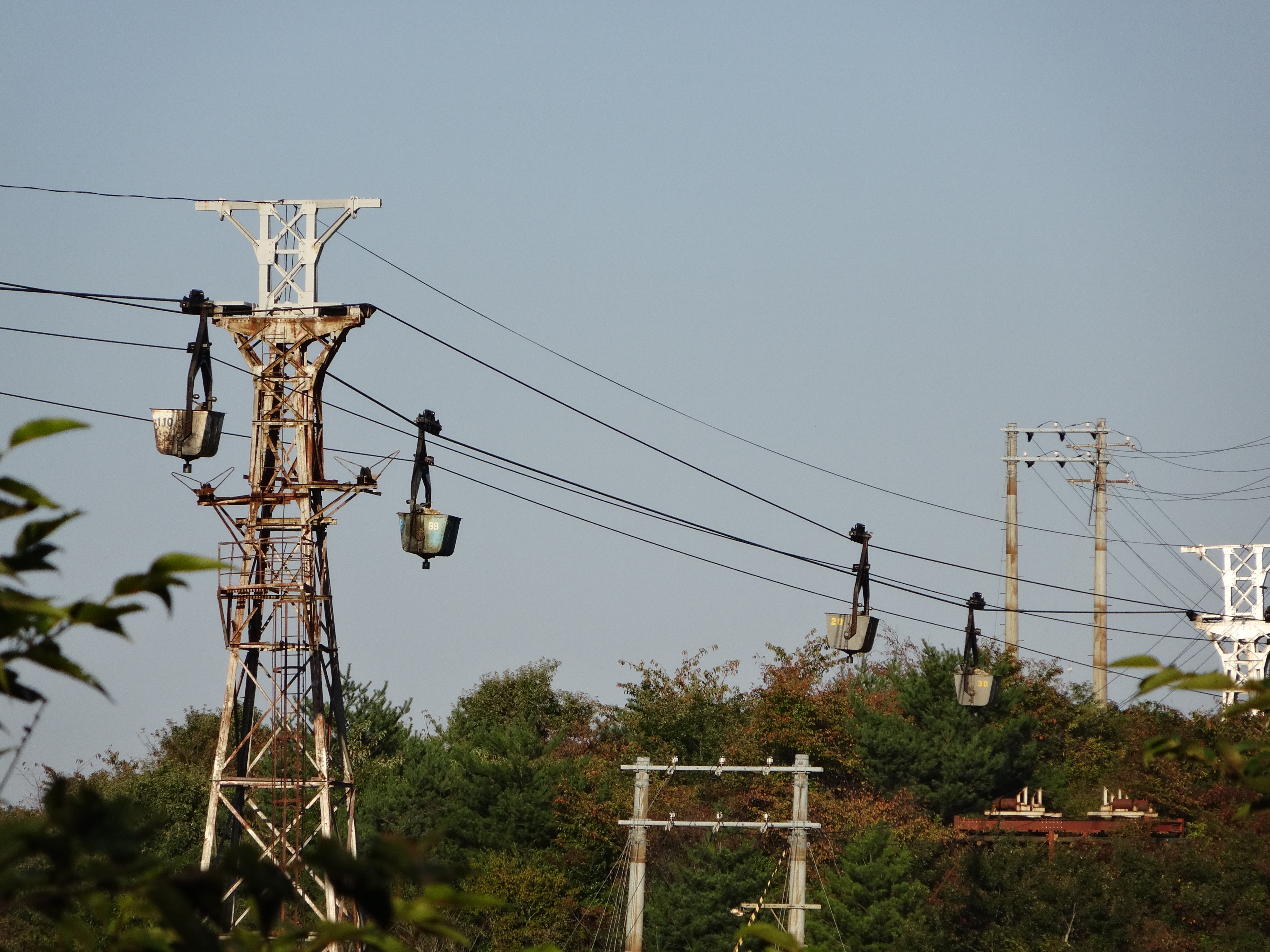
日立セメントの石灰石輸送用貨物索道

貨物索道（かもつさくどう）とは、鉱石や建材などの貨物輸送のために運行される索道である。

## 歴史
記録がある最も古い貨物索道の1つは、1644年にオランダ人のアダム・ワイブが設計を行ったグダニスク近辺の要塞建設に使用されたものである。この索道は単線で設計され、バケットで資材輸送を行った。動力源は輓獣だったと推定され、麻製のロープが使用された。
1834年に鉄索が発明されるとより高効率のシステムが考案された。アダム・ワイブのシステムは、1868年にイギリス人のチャールズ・ホドソンにより特許が取得され、後に英国システムとも呼ばれ、コロラド鉱山など米国で広く採用された。
ベルグラット・フライヘアとフランツ・フリッツ・フォン・ダッカーは1861年に初めて複線索道を建設した。これは、2つの鉄索で構成され、曳索で牽引されてながら、支索を滑車で移動した。終端駅では、搬器を曳索から分離して貨物を充填、もしくは空にするため、操作中に搬器を曳索に固定できる装置が必要となった。このタイプでドイツに建てられた索道はアドルフ・ブライヘルトとユリウス・ポーリヒで、この複線索道は「ドイツ・システム」や「ブリーチャー」、「オットーザイルバーン」と呼ばれた。エンジニアのテオドール・オットーは最初 シュクロイディッツの索道設計事務所と協力していたが、1876年にブライヘルトから離れ、ポーリヒと協力した。
ポーリヒの索道は、初めて搬器に握索装置を使用した。曳索への握索は、ねじ付きのクランプによって行われた。終端駅に入ると、握索装置は手で緩められ、完全停止で放索された。その後、重量式レバークラッチが使用され、クランプを開閉するために出発駅と目的駅でガイドレールによって倒されたウェイトレバーでクランプが操作された。
写真（時系列）

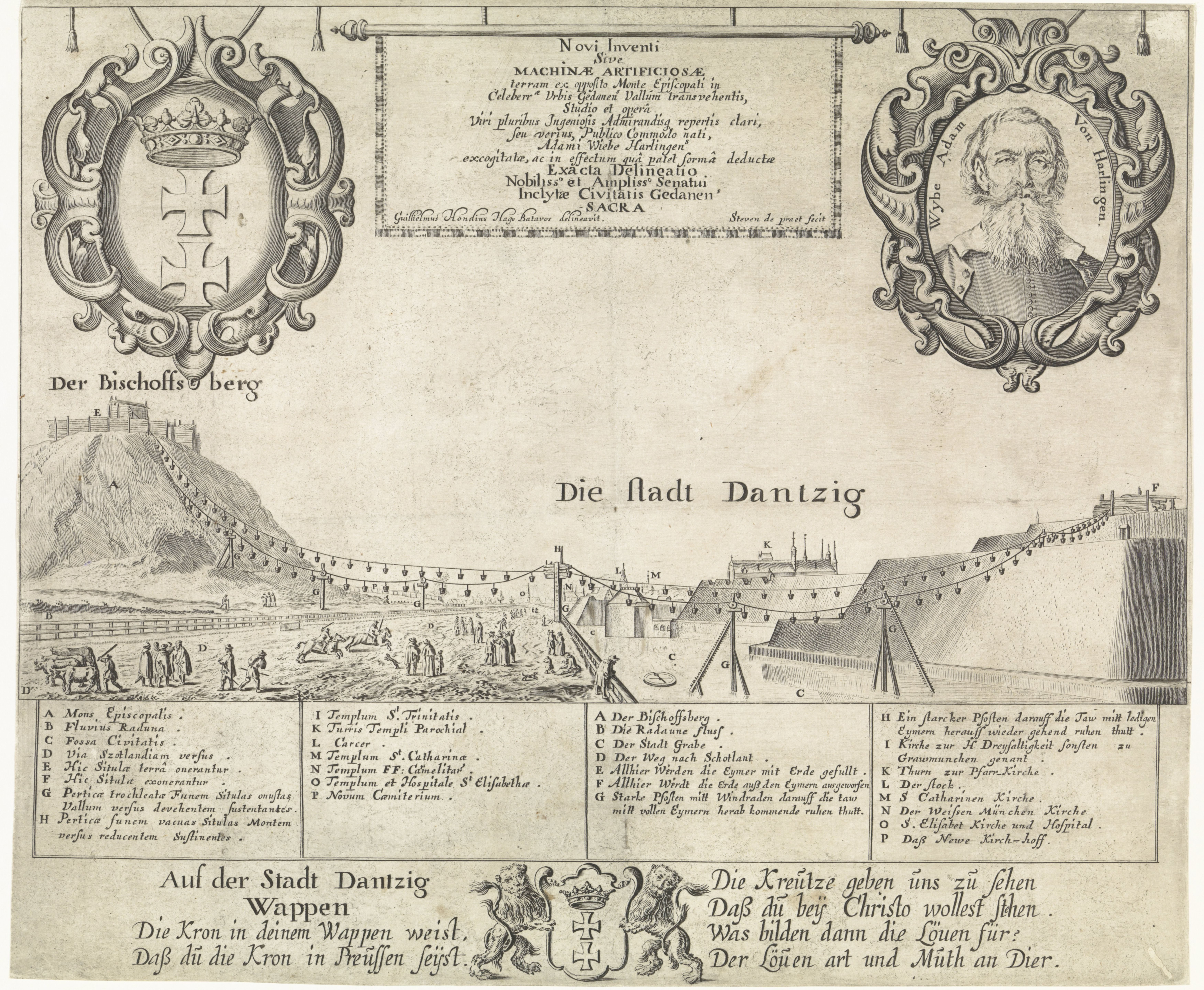
1644年：グダニスク要塞建設用の貨物索道
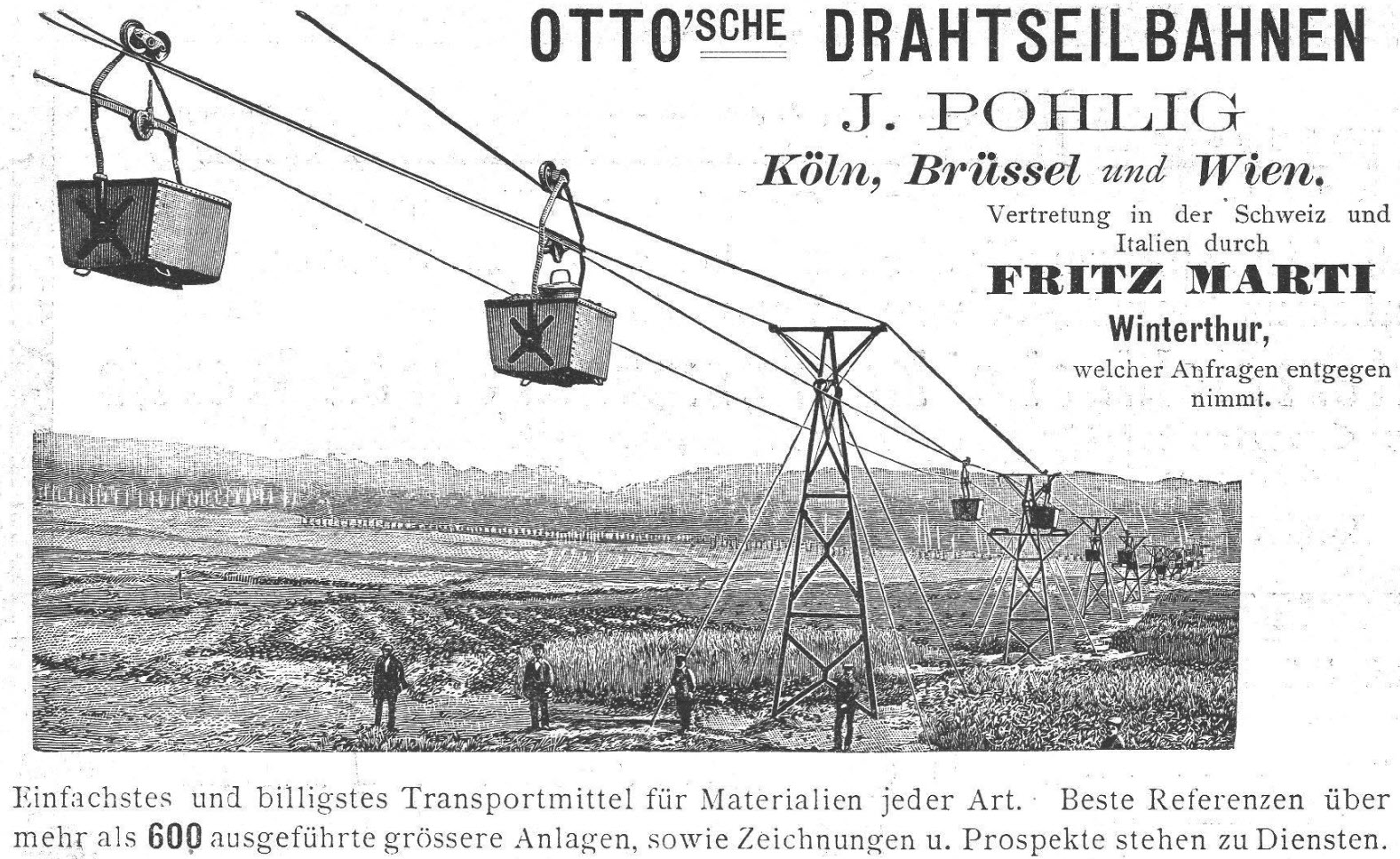
1895年：手動の握索装置を備えた「オットーザイルバーン」
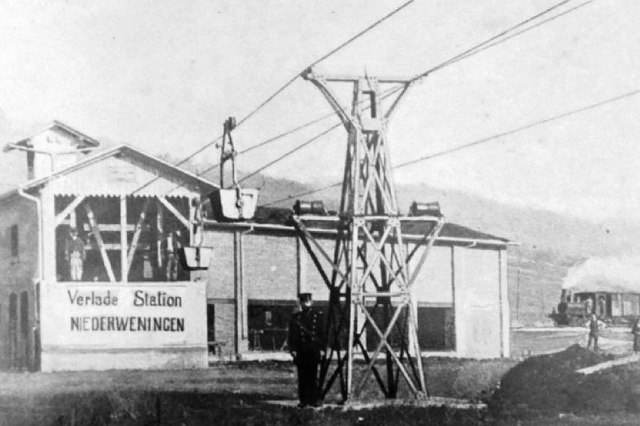
1896年：レーガーンセメント工場（ドイツ語版）貨物索道用のニーダーウェニンゲン（ドイツ語版）積載ステーション
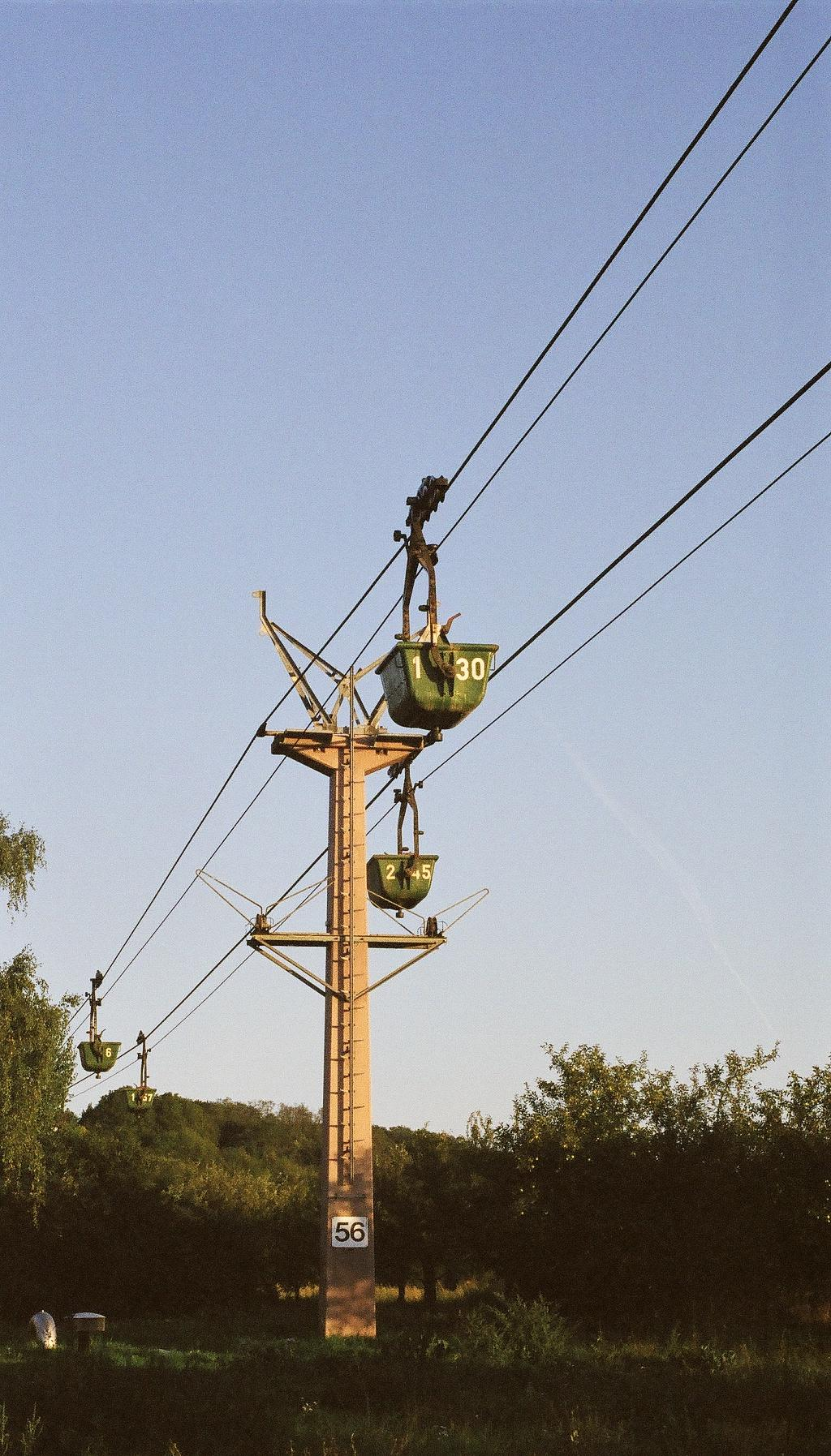
1918年：全長約5kmのライメン–ヌスロック貨物索道（ドイツ語版）
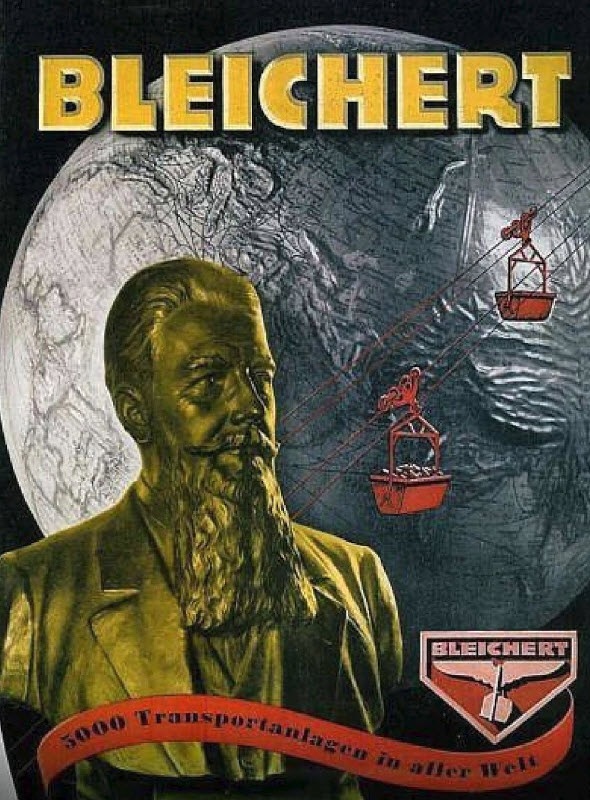
1935年：アドルフ・ブライヘルト（ドイツ語版）の広告
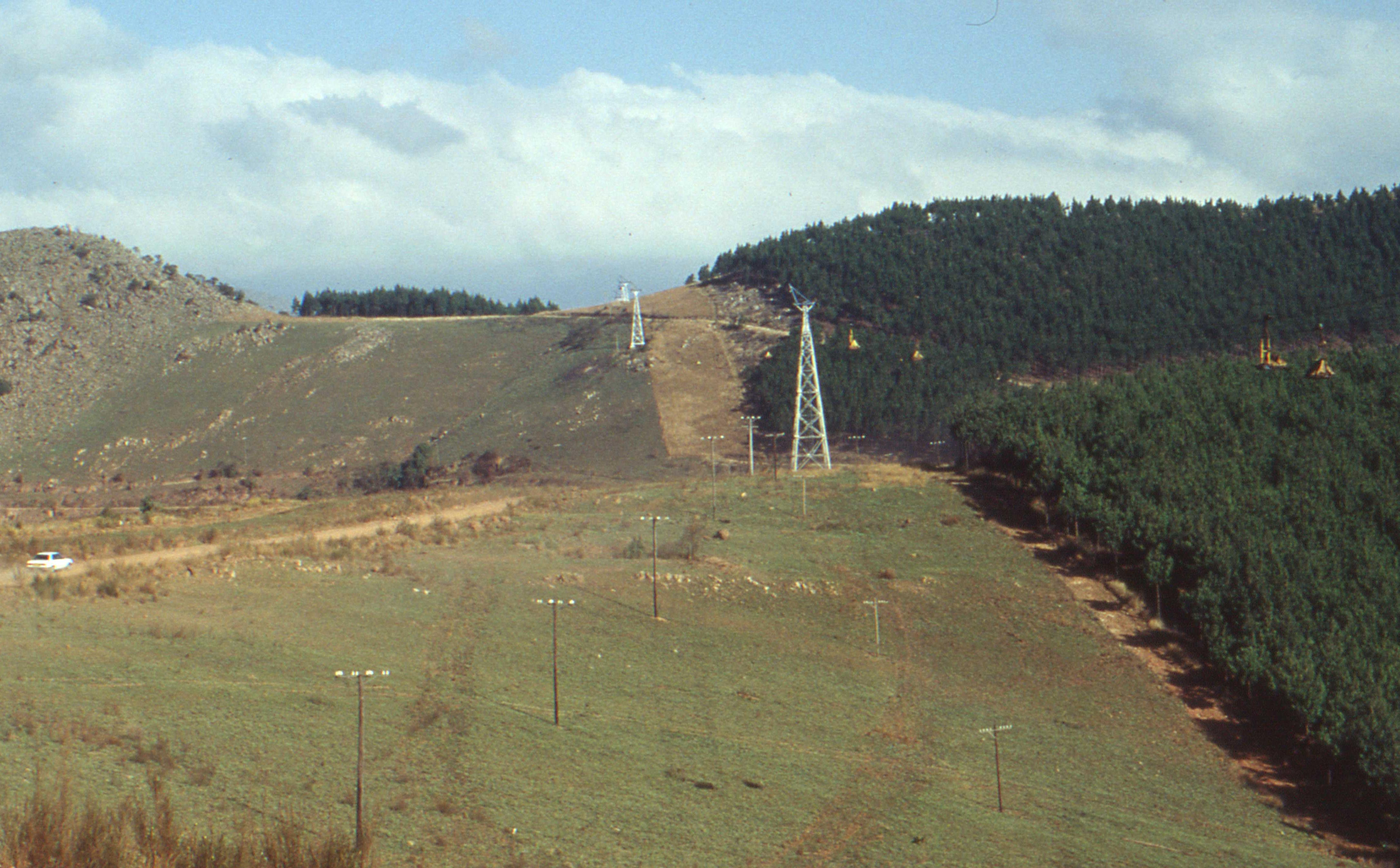
1939年：ブレンブ–バーバートン貨物索道（ドイツ語版）の最高地点
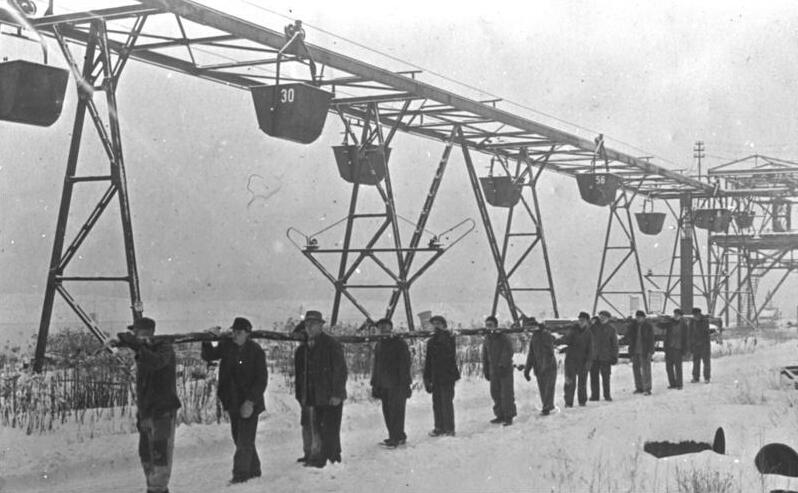
1941年：ルートウィヒスハーフェンのIGファルベン旧工場にあった貨物索道
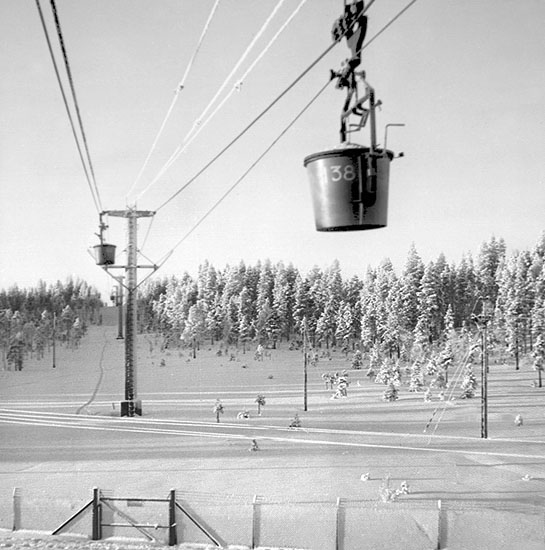
1943年：貨物索道時代のボリデン–クリスティンバーグ索道（ドイツ語版）
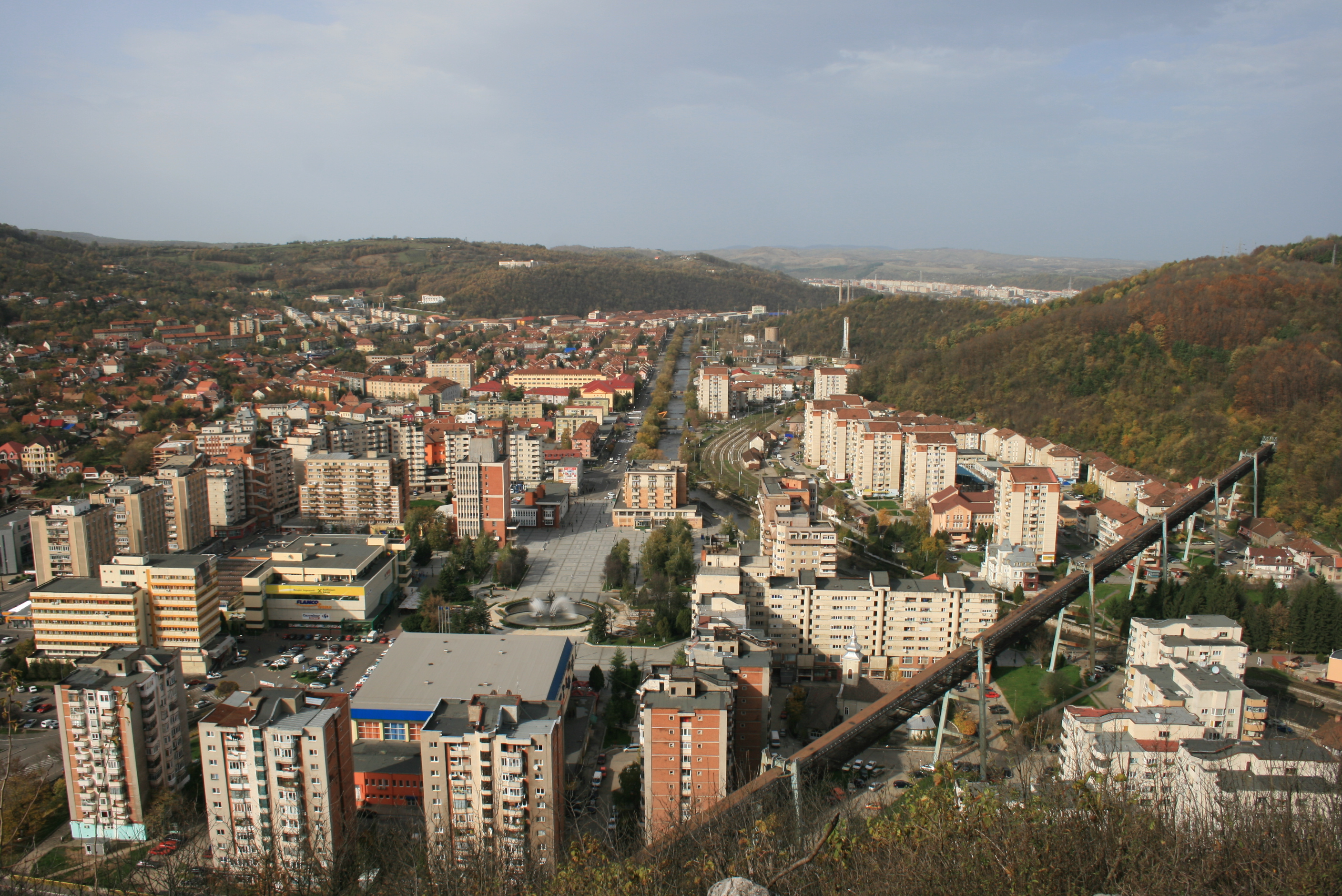
1963-64年にルーマニアのレシツァの貨物索道
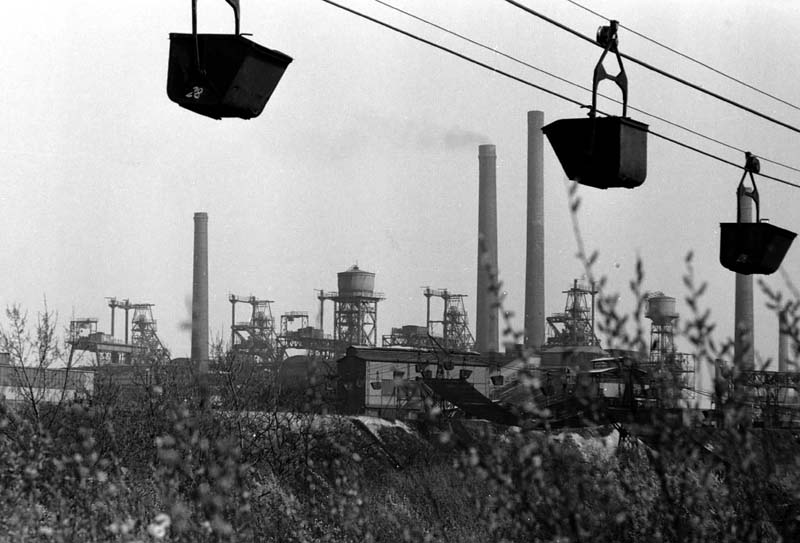
カロリーネングリュック炭鉱（ドイツ語版）の貨物索道

## 使用用途
貨物索道は以下のような用途で建設される。
- 建設資材一時輸送用：ケーブルクレーン
- 軍事目的の一時的な輸送用：1915年から1918年のビアンカの戦い（英語版）の最中、遠隔地補給用の索道が供給された。またドイツ国防軍が1943年にクバン橋頭堡（英語版）から撤退したとき、材料の一部は索道で最狭地点で幅約4kmのケルチ海峡を越えて輸送されたと言われている。
- ばら積み貨物輸送用：鉱石索道
- 木材輸送用：運材索道と集材機
- 雪崩対策爆発物の投下用
- 山岳地帯の交通手段：遠隔の山岳農家（ドイツ語版）または避難所に供給するために建設される。道路建設に費用がかかりすぎる場合、高地の農場やアルム（英語版）への唯一のアクセスは、貨物索道である事も多く、人貨共用輸送索道として地域住民の移動手段としても機能している。

## 種類

### ケーブルクレーン

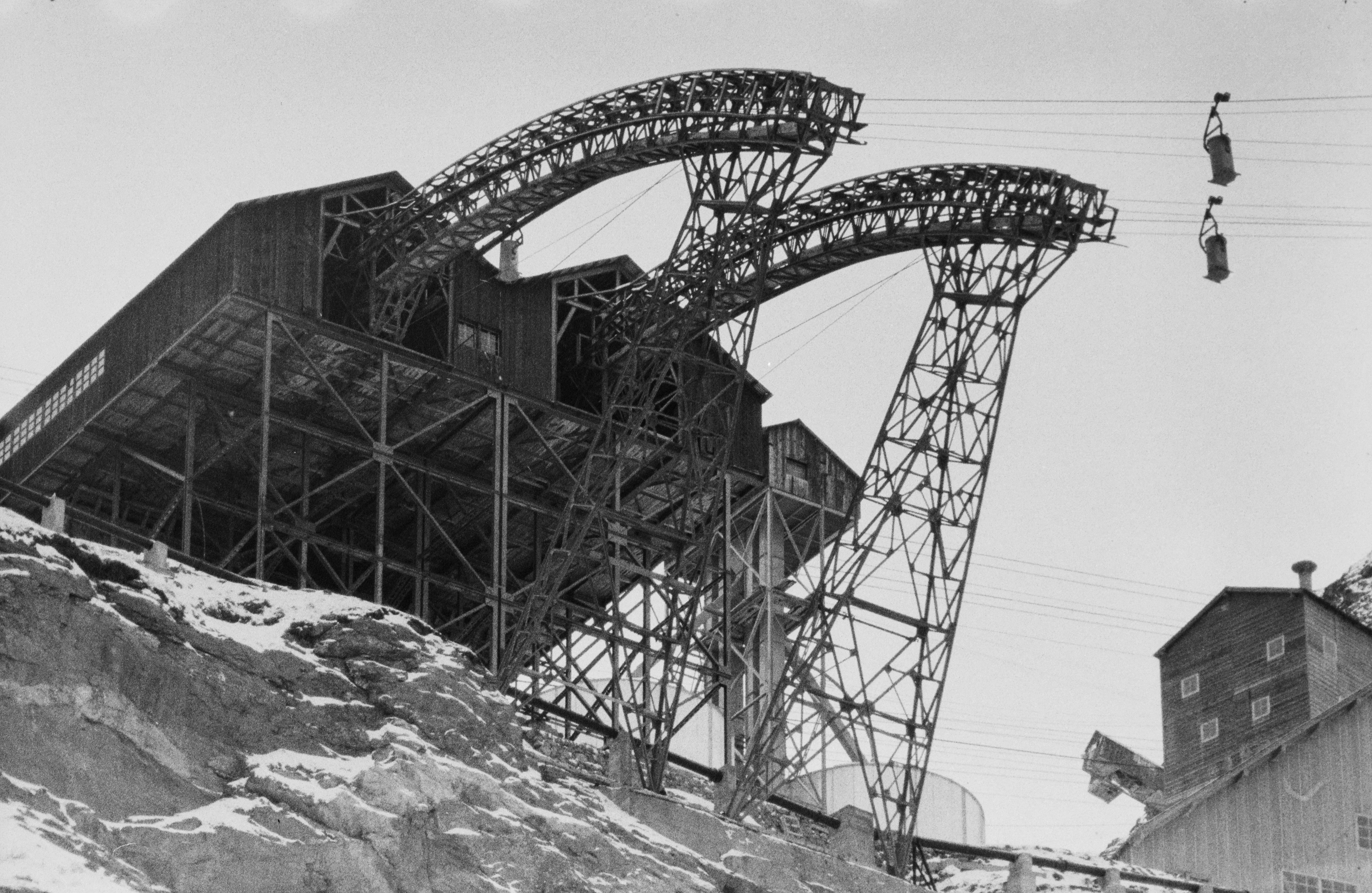
グランド・ディクサンス・ダム建設中のセメント用のケーブルクレーン。 2つの搬器が交互にセメントを運搬した。

ケーブルクレーンは、建設現場に建設車両、砂利、セメントなどの建設資材を輸送したり、廃棄物などを除去したりするために一時的に建設される索道である。砂、砂利、セメントなど輸送専用の索道は、鉱石索道が担う。
高山などアクセスできない地形に索道、鉄道、電波塔、山小屋などを建設する場合、ケーブルクレーンが使用されている。オランダのデルタ計画の堤防もケーブルクレーンを使用して石材を直接海に注ぎ、建設を行った。
リンス–リマーン発電所の「リンタール2015」建設プロジェクトは、現在、エネルギー部門で最大のスイスの建設プロジェクトで、スイス最大の水力発電所建設となった。このために、最大30トンの材料を運搬可能な2つのケーブルクレーンが建設された。更に一部のケースでは、懸垂器あたり最大40トンが運搬可能となっている。

### 鉱石索道

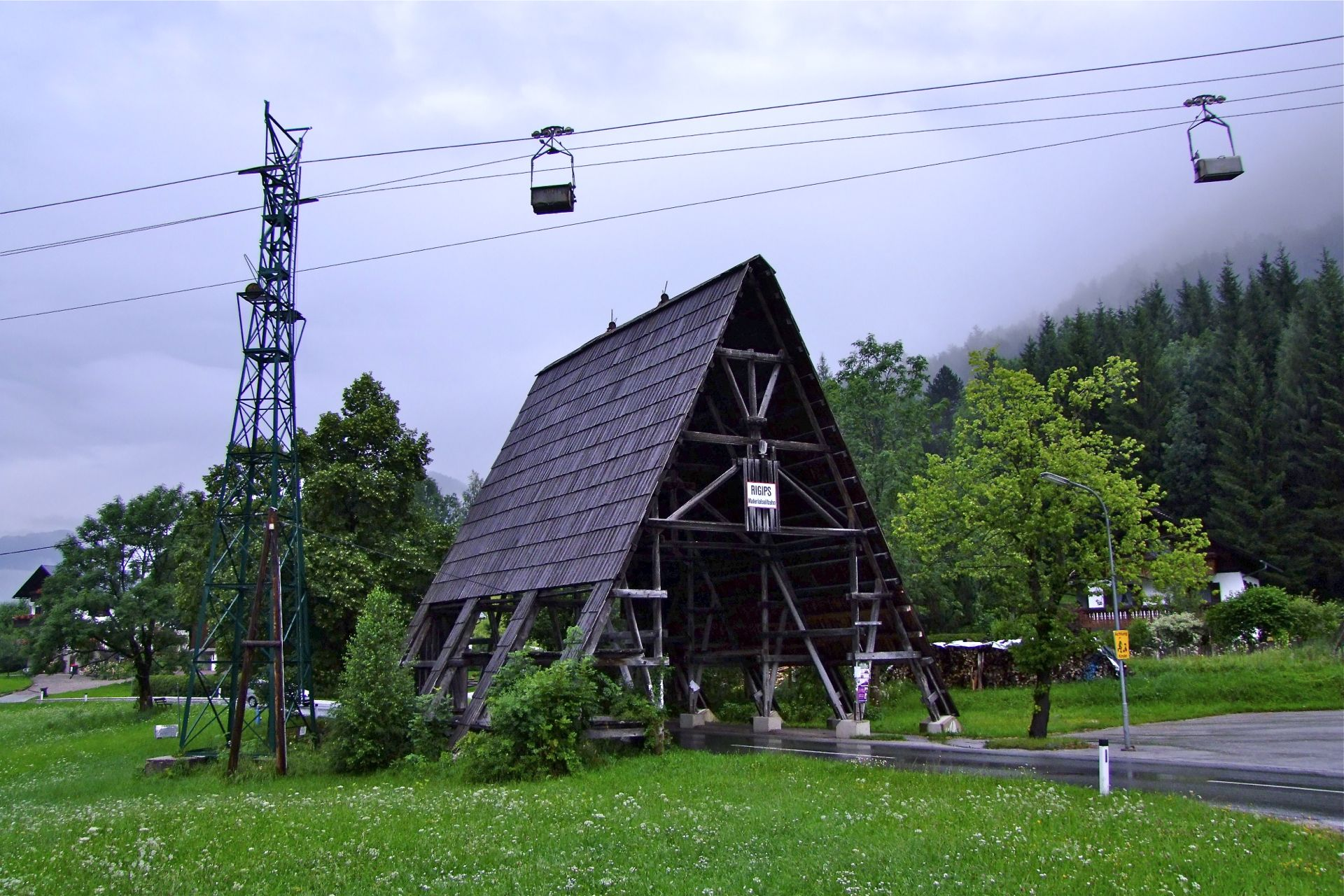
グルントルゼー貨物索道の道路との交差地点での落下防止構造物

鉱石索道は主に、鉱山や採石場で採掘された乾燥ばら積み貨物（鉱石や石炭などの原材料）を積み込み、処理施設に運搬するために使用される。時には道路建設が困難な地形上を、かなりの距離（今までの最大で96kmの事例がある。建設事例を参照）にわたって建設されることもある。これは、道路や自動車、鉄道建設のための莫大な費用削減を目的とされる事が多い。 鉱石索道の特徴的な建造物として、他の交通ルートに架かる保護橋がある。これはティッピングローリーの転倒や、落下による大きなダメージを防ぐように設計されている。鉱石索道のほとんどは20世紀前半、まだ十分な輸送ルートがない国で建設された。

### 運材索道(林業索道)と集材機

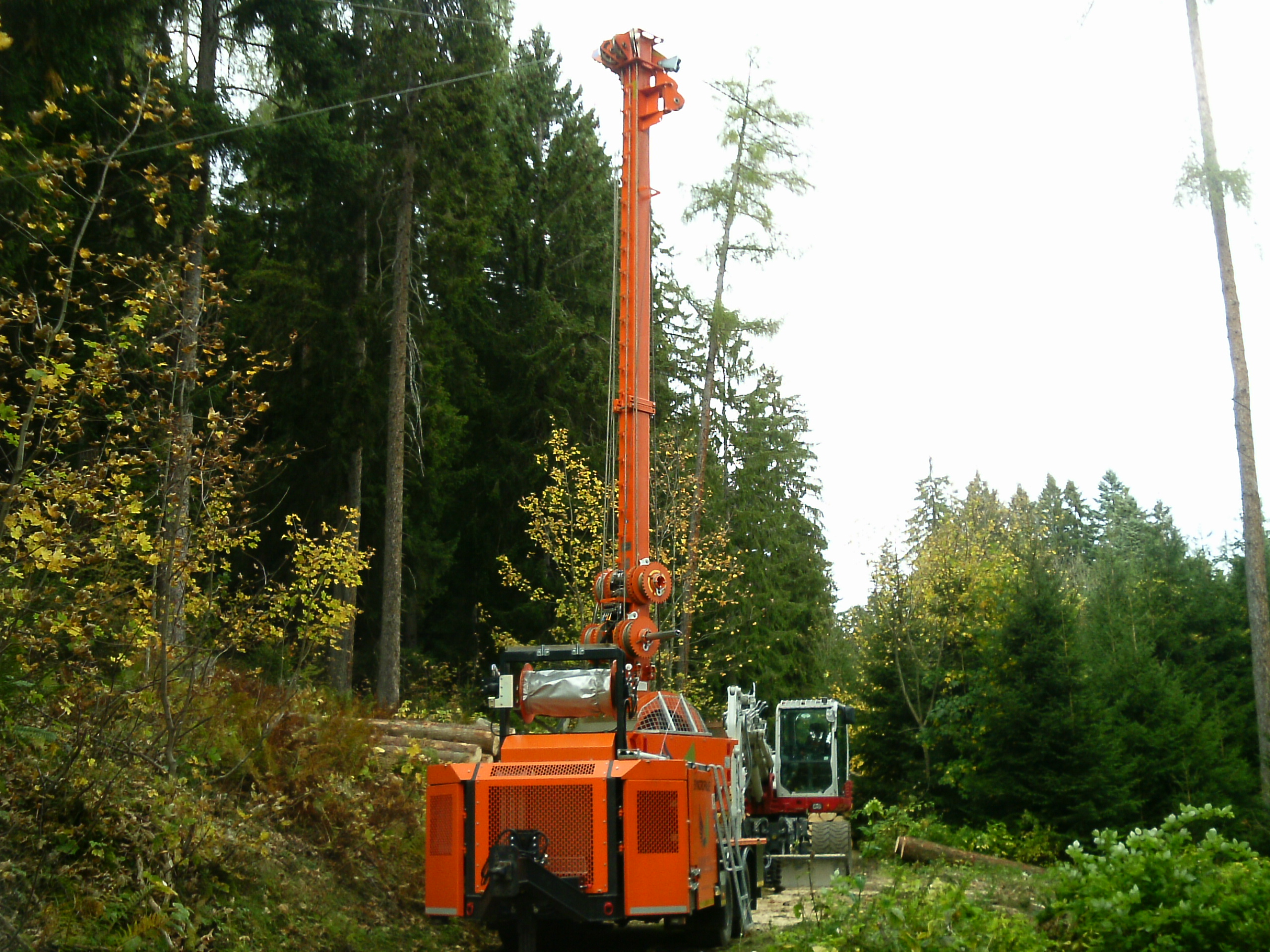
伐採用の移動式索道。支柱は森林の樹木を使用する。

運材索道(林業索道)は主に急な地形に材料を運ぶために使用され、手作業で操作される。同じことが集材機にも当てはまる。

### 雪崩対策用
その他の貨物索道のもう1つの用途として、雪崩対策用の爆薬運搬がある。これにより、爆発物が目的の場所に運ばれ、人工的に雪崩を発生させることができる。

## 動力
貨物索道の動力は、主にガソリンエンジン、ディーゼルエンジン、または電動機が使用されることが多い。大型の運材索道は、搬器の重量を支える支索と、搬器を動かす循環曳索を備えた複線索道として設計されることが多い。小型の簡易索道は、搬器が滑車から吊り下げられる単一の支曳索で構成されている。滑車は、補助ロープを使用して上から引っ張るか、上部で偏向させて補助ロープを使用して下から引き上げる。補助ロープは、原動機によって回転する特殊な鉄索ドラムに巻かれている。
一時設置の簡易索道の場合、遠隔操作で内燃エンジンで駆動する。駆動装置は支索にしっかりと押し付けられ、負荷を調整するためのウィンチを備えている。

## 航空機事故の危険性
山岳地帯には何千もの索道が存在するため、これらは付近を飛行する航空機、特にヘリコプターやグライダーに重大なリスクをもたらしている。
これらの架線の多くはハザードマップに表示されていないため、衝突事故のリスクが高まるとされている。

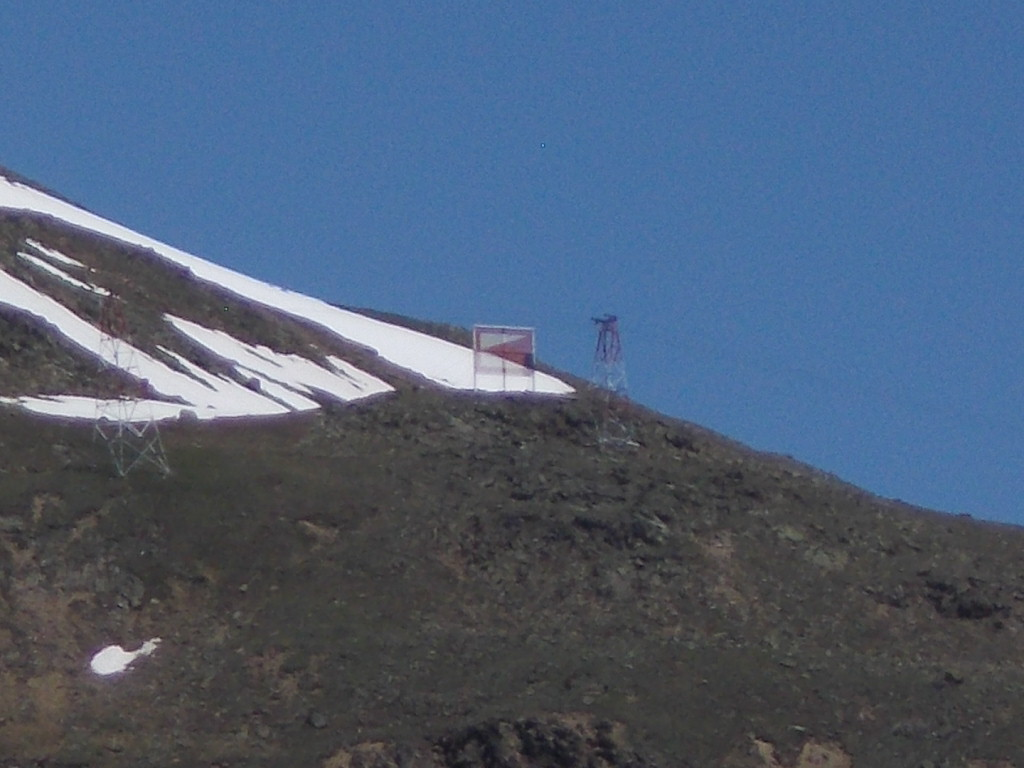
航空機パイロットへの貨物索道の警告サイン（写真は、ロフェンヘーフェからヴュルツブルク・ハウスまでの索道）

スイスでは、スイス空軍が航空機事故防止のために廃止となった貨物索道の解体を無償で行っている。

## 建設事例

### 日本
- 小樽松倉鉱山
- 野沢鉱山
- 土呂久鉱山
- 清越鉱山-持越鉱山間
- 日立セメント架空索道 - 日本で最後の鉱石索道だったが、日立工場での石灰石採掘停止に伴い2018年度に運行が終了、2019年5月に解体された。
- 足尾銅山[5]
- 飛騨索道
- 十津川索道・紀和索道
- 洞川電気索道
- 益田索道
- 大和索道

### ヨーロッパ

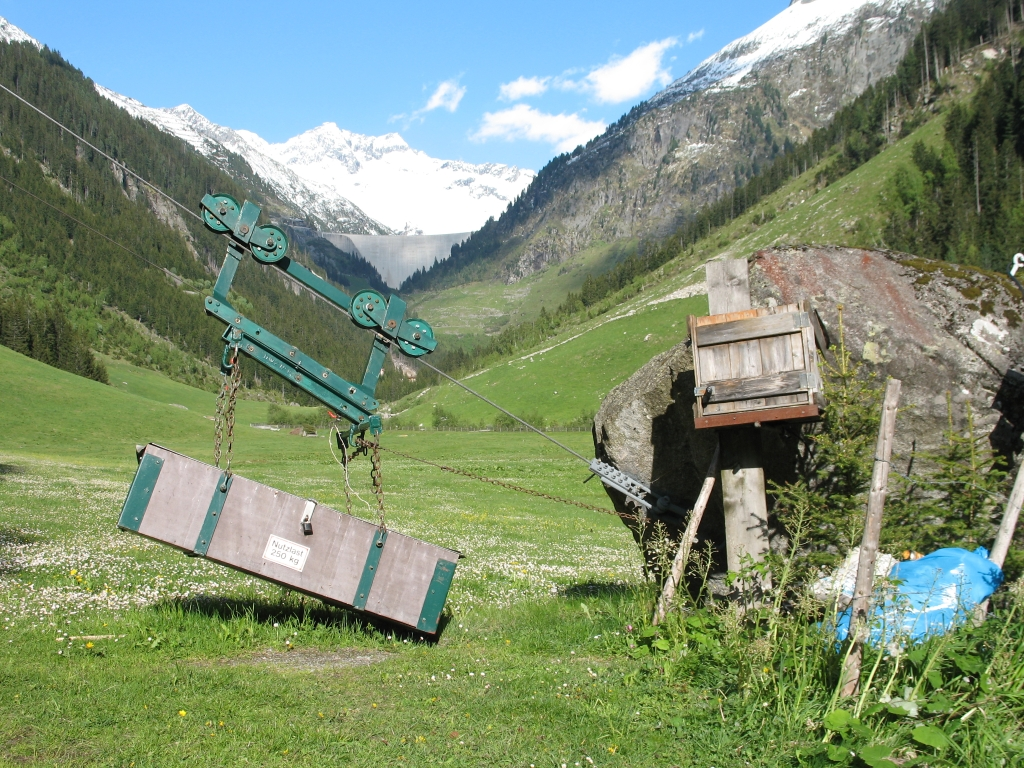
チロルのツィラーグルントの貨物索道

- オートザイルバーン・ブラチスラヴァはフォルクスワーゲン ブラチスラヴァ工場の入口ルートに設置された全長450mのフニテル式索道で、工場で生産された自動車を併設するテストコースへ輸送している。

- ヴィカット・セメント運材索道（ドイツ語版）はわずか1.8kmで、イゼール川、高速道路、一般道などを横断し、セメント工場に石灰石を供給している。

- 1.9kmと高度差880mのフィシュンケラルム・ロス運材索道（ドイツ語版）は、1936年にバイエルンのベルヒテスガーデンに建設され、ハーゲン山脈（英語版）を越える路線となった。

- レーガーンセメント工場（ドイツ語版）の鉱石索道は、オーベレーレンディンゲン（ドイツ語版）の工場敷地とヴェーンタール（英語版）のニーダーヴェニンゲン（英語版）の貨物駅を全長3.8kmで結び、1896年から1902年まで稼働した。

- フェルトモース・クリ・ティトリス索道（英語版）は1979年から1986年まで稼働し、1429.9mの高低差があった。支索と曳索が分離された複線索道で、全長4,675m、搬器1基あたり総重量最大3.8トンの貨物を運ぶことが可能だった。支柱の最長間隔は3467.1mだった。

- 1906年頃にライプツィヒのイッツェホー（英語版）近くのアルセン・セメント工場（ドイツ語版）のアルセン索道（ドイツ語版）はヨーロッパで最長の13.5kmの貨物索道の1つだった。ブライヘルト（英語版）によって製造され、1977年まで稼働し続けた。

- イタリアにある全長17kmのサヴォーナ・サン・ジュゼッペ鉱石索道（英語版）は、2基が並行して設置され、それぞれ1912年と1937年から稼働している。鉱山からサヴォーナ港まで、1時間あたり最大420トンの石炭を輸送している。この施設は現在、最も長く稼働している索道となっている。

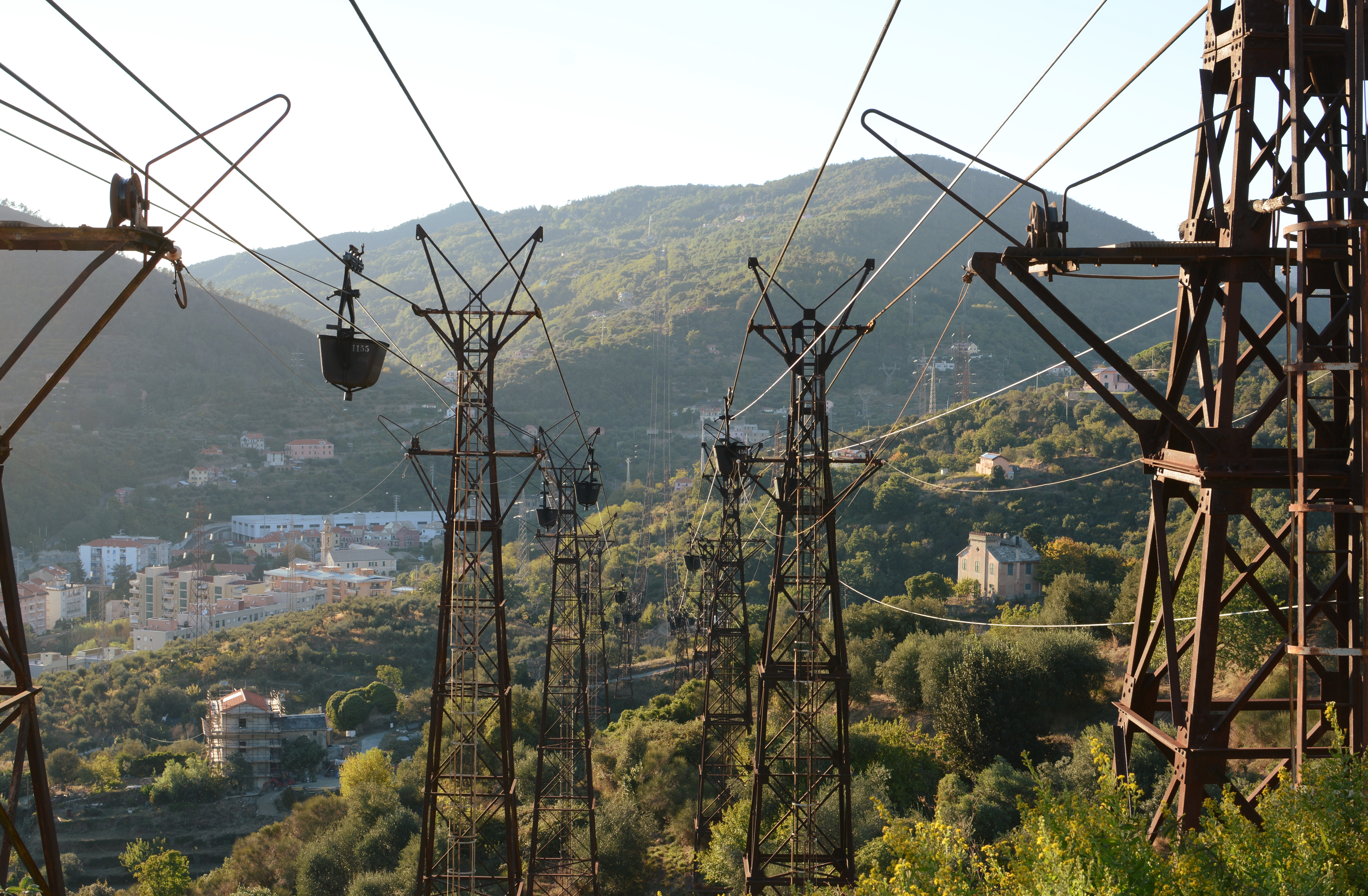
サヴォーナ・サン・ジュゼッペ鉱石索道

- スウェーデンのフォースビー・ケーピング索道（英語版）は全長42km、1941年から1997年にかけて石灰岩を輸送し、2年間で世界最長の鉱石索道だった。

- スウェーデンに存在したボリデン–クリスティンバーグ索道（ドイツ語版）は、1943年から1987年まで操業し、銅、鉛、亜鉛、銀、金などの鉱石輸送に使用された。全長は96kmもあり、世界最長の索道だった。

### アフリカ
- エリトリアのマッサワ・アスマラ索道（英語版）は、1938年から1941年までイタリア軍に供給するために使用され、当時世界で最も長い全長75kmの索道だった。

- 1957年から1986年にかけて、全長76kmのCOMILOGロープウェイが、ガボンのモアンダからコンゴ共和国のムビンダにマンガン鉱石を輸送した。

- スワジランドと南アフリカ間の長さ20kmのブレンブ・バルバートン鉱石索道（ドイツ語版）は、1939年から2002年まで、アスベストをバルバートン（英語版）に輸送し、反対方向に発電所のコークスを輸送するために使用された。中間駅が無い世界最長の索道だった。

### アメリカ
- 1905年からアルゼンチンのチレシト・ ラ・メジカーナ鉱石索道（ドイツ語版）が、シエラ・デ・ファマティナ（英語版）から鉱石を輸送するために使用された。全長35km、当時は世界最長の索道だった。標高は4,600mを超え、1938年にアウカンキルチャ（英語版）で索道が建設されるまでは、山駅が最も高い標高の索道でもあった。高低差は3,528mで、史上最高であった。

- コロンビアのマリキータ・マニザレス運材索道（ドイツ語版）は、1915年から1922年にかけてコーヒーを輸送するために建設された。全長75kmで、当時世界で最長の索道だった。

- チリのアウカンキルチャ（英語版）の運材索道は硫黄運搬のため、1938年に操業を開始した。谷駅が3,942m、山駅が5,874mで、これまでに運営された中で最も標高が高い索道となっている。

- グリーンランドの鉱山集落マーモリリク（英語版）にある黒天使鉱山索道（ドイツ語版）は1973年8月15日から操業し、1990年の鉱山閉鎖まで稼働していた。